# Poimenski seznam evroposlancev iz Španije
Poimenski seznam evroposlancev iz Španije'.

## Seznam
| Ime                                    | Stranka                                                                                        | Mandat(i)       |
| Pedro Aparicio Sánchez                 | Stranka evropskih socialistov                                                                  | 1999-2004       |
| María Antonia Avilés Perea             | Evropska ljudska stranka - Evropski demokrati                                                  | 1999-2004       |
| Inés Ayala Sender                      | Stranka evropskih socialistov                                                                  | 2004-2009       |
| María del Pilar Ayuso González         | Evropska ljudska stranka - Evropski demokrati                                                  | 1999-2004 -2009 |
| María Badía i Cutchet                  | Stranka evropskih socialistov                                                                  | 2004-2009       |
| Enrique Barón Crespo                   | Stranka evropskih socialistov                                                                  | 1999-2004 -2009 |
| Juan José Bayona de Perogordo          | Evropska ljudska stranka - Evropski demokrati                                                  | 1999-2004       |
| Luis Berenguer Fuster                  | Stranka evropskih socialistov                                                                  | 1999-2004       |
| María Luisa Bergaz Conesa              | Evropska združena levica – Zelena nordijska levica                                             | 1999-2004       |
| Josep Borrell Fontelles                | Stranka evropskih socialistov                                                                  | 2004-2009       |
| Joan Calabuig Rull                     | Stranka evropskih socialistov                                                                  | 2004-2009       |
| Felipe Camisón Asensio                 | Evropska ljudska stranka - Evropski demokrati                                                  | 1999-2004       |
| Carlos Carnero González                | Stranka evropskih socialistov                                                                  | 1999-2004 -2009 |
| Alejandro Cercas                       | Stranka evropskih socialistov                                                                  | 1999-2004 -2009 |
| Carmen Cerdeira Morterero              | Stranka evropskih socialistov                                                                  | 1999-2004       |
| Joan Colom i Naval                     | Stranka evropskih socialistov                                                                  | 1999-2004       |
| Luis de Grandes Pascual                | Evropska ljudska stranka - Evropski demokrati                                                  | 2004-2009       |
| Pilar del Castillo Vera                | Evropska ljudska stranka - Evropski demokrati                                                  | 2004-2009       |
| Agustín Díaz de Mera García Consuegra  | Evropska ljudska stranka - Evropski demokrati                                                  | 2004-2009       |
| Rosa M. Díez González                  | Stranka evropskih socialistov                                                                  | 1999-2004 -2009 |
| Bárbara Dührkop Dührkop                | Stranka evropskih socialistov                                                                  | 1999-2004 -2009 |
| Fernando Fernández Martín              | Evropska ljudska stranka - Evropski demokrati                                                  | 1999-2004 -2009 |
| Juan Manuel Ferrández Lezaun           | Skupina Zelenih-Evropska svobodna zveza                                                        | 1999-2004       |
| Concepció Ferrer                       | Evropska ljudska stranka - Evropski demokrati                                                  | 1999-2004       |
| Carmen Fraga Estévez                   | Evropska ljudska stranka - Evropski demokrati                                                  | 2004-2009       |
| Gerardo Galeote Quecedo                | Evropska ljudska stranka - Evropski demokrati                                                  | 1999-2004 -2009 |
| Iratxe García Pérez                    | Stranka evropskih socialistov                                                                  | 2004-2009       |
| José Manuel García-Margallo y Marfil   | Evropska ljudska stranka - Evropski demokrati                                                  | 1999-2004 -2009 |
| Cristina García-Orcoyen Tormo          | Evropska ljudska stranka - Evropski demokrati                                                  | 1999-2004       |
| Salvador Garriga Polledo               | Evropska ljudska stranka - Evropski demokrati                                                  | 1999-2004 -2009 |
| Carles-Alfred Gasòliba i Böhm          | Evropska liberalna, demokratska in reformna stranka                                            | 1999-2004       |
| José María Gil-Robles Gil-Delgado      | Evropska ljudska stranka - Evropski demokrati                                                  | 1999-2004       |
| Koldo Gorostiaga Atxalandabaso         | Neodvisni                                                                                      | 1999-2004       |
| Ignasi Guardans Cambó                  | Skupina zavezništva liberalcev in demokratov za Evropo                                         | 2004-2009       |
| Cristina Gutiérrez-Cortines            | Evropska ljudska stranka - Evropski demokrati                                                  | 1999-2004 -2009 |
| David Hammerstein Mintz                | Skupina Zelenih-Evropska svobodna zveza                                                        | 2004-2009       |
| Jorge Salvador Hernández Mollar        | Evropska ljudska stranka - Evropski demokrati                                                  | 1999-2004       |
| María Esther Herranz García            | Evropska ljudska stranka - Evropski demokrati                                                  | 1999-2004 -2009 |
| Luis Herrero-Tejedor Algar             | Evropska ljudska stranka - Evropski demokrati                                                  | 2004-2009       |
| Carlos José Iturgáiz Angulo            | Evropska ljudska stranka - Evropski demokrati                                                  | 2004-2009       |
| Juan de Dios Izquierdo Collado         | Stranka evropskih socialistov                                                                  | 1999-2004       |
| María Izquierdo Rojo                   | Stranka evropskih socialistov                                                                  | 1999-2004       |
| Bernat Joan i Mari                     | Skupina Zelenih-Evropska svobodna zveza                                                        | 2004-2009       |
| Salvador Jové Peres                    | Evropska združena levica – Zelena nordijska levica                                             | 1999-2004       |
| Antonio López-Istúriz White            | Evropska ljudska stranka - Evropski demokrati                                                  | 2004-2009       |
| Pedro Marset Campos                    | Evropska združena levica – Zelena nordijska levica                                             | 1999-2004       |
| Miguel Angel Martínez Martínez         | Stranka evropskih socialistov                                                                  | 1999-2004 -2009 |
| Antonio Masip Hidalgo                  | Stranka evropskih socialistov                                                                  | 2004-2009       |
| Ana Mato Adrover                       | Evropska ljudska stranka - Evropski demokrati                                                  | 2004-2009       |
| Miquel Mayol i Raynal                  | Skupina Zelenih-Evropska svobodna zveza                                                        | 1999-2004       |
| Jaime María Mayor Oreja                | Evropska ljudska stranka - Evropski demokrati                                                  | 2004-2009       |
| Willy Meyer Pleite                     | Evropska združena levica – Zelena nordijska levica                                             | 2004-2009       |
| Manuel Medina Ortega                   | Stranka evropskih socialistov                                                                  | 1999-2004 -2009 |
| íñigo Méndez de Vigo                   | Evropska ljudska stranka - Evropski demokrati                                                  | 1999-2004 -2009 |
| José María Mendiluce Pereiro           | Stranka evropskih socialistov                                                                  | 1999-2004       |
| Emilio Menéndez del Valle              | Stranka evropskih socialistov                                                                  | 1999-2004 -2009 |
| Rosa Miguélez Ramos                    | Stranka evropskih socialistov                                                                  | 1999-2004 -2009 |
| Francisco José Millán Mon              | Evropska ljudska stranka - Evropski demokrati                                                  | 2004-2009       |
| Ana Miranda de Lage                    | Stranka evropskih socialistov                                                                  | 1999-2004       |
| Enrique Monsonís Domingo               | Evropska liberalna, demokratska in reformna stranka                                            | 1999-2004       |
| Cristóbal Montoro Romero               | Evropska ljudska stranka - Evropski demokrati                                                  | 2004-2009       |
| Javier Moreno Sánchez                  | Stranka evropskih socialistov                                                                  | 2004-2009       |
| Juan Andrés Naranjo Escobar            | Evropska ljudska stranka - Evropski demokrati                                                  | 1999-2004       |
| Camilo Nogueira Román                  | Skupina Zelenih-Evropska svobodna zveza                                                        | 1999-2004       |
| Raimon Obiols i Germà                  | Stranka evropskih socialistov                                                                  | 1999-2004 -2009 |
| Juan Ojeda Sanz                        | Evropska ljudska stranka - Evropski demokrati                                                  | 1999-2004       |
| Marcelino Oreja Arburúa                | Evropska ljudska stranka - Evropski demokrati                                                  | 1999-2004       |
| Josu Ortuondo Larrea                   | Skupina Zelenih-Evropska svobodna zveza Skupina zavezništva liberalcev in demokratov za Evropo | 1999-2004 -2009 |
| Manuel Pérez Álvarez                   | Evropska ljudska stranka - Evropski demokrati                                                  | 1999-2004       |
| Fernando Pérez Royo                    | Stranka evropskih socialistov                                                                  | 1999-2004       |
| Francisca Pleguezuelos Aguilar         | Stranka evropskih socialistov                                                                  | 2004-2009       |
| José Javier Pomés Ruiz                 | Evropska ljudska stranka - Evropski demokrati                                                  | 1999-2004 -2009 |
| Alonso José Puerta                     | Evropska združena levica – Zelena nordijska levica                                             | 1999-2004       |
| Encarnación Redondo Jiménez            | Evropska ljudska stranka - Evropski demokrati                                                  | 1999-2004       |
| Mónica Ridruejo                        | Evropska ljudska stranka - Evropski demokrati                                                  | 1999-2004       |
| Teresa Riera Madurell                  | Stranka evropskih socialistov                                                                  | 2004-2009       |
| Carlos Ripoll y Martínez de Bedoya     | Evropska ljudska stranka - Evropski demokrati                                                  | 1999-2004       |
| María Rodríguez Ramos                  | Stranka evropskih socialistov                                                                  | 1999-2004       |
| Raül Romeva Rueda                      | Skupina Zelenih-Evropska svobodna zveza                                                        | 2004-2009       |
| Luisa Fernanda Rudi Ubeda              | Evropska ljudska stranka - Evropski demokrati                                                  | 2004-2009       |
| José Ignacio Salafranca Sánchez-Neyra  | Evropska ljudska stranka - Evropski demokrati                                                  | 1999-2004 -2009 |
| María Isabel Salinas García            | Stranka evropskih socialistov                                                                  | 2004-2009       |
| Antolín Sánchez Presedo                | Stranka evropskih socialistov                                                                  | 2004-2009       |
| Francisca Sauquillo Pérez del Arco     | Stranka evropskih socialistov                                                                  | 1999-2004       |
| María Sornosa Martínez                 | Stranka evropskih socialistov                                                                  | 1999-2004 -2009 |
| Anna Terrón i Cusí                     | Stranka evropskih socialistov                                                                  | 1999-2004       |
| Jaime Valdivielso de Cué               | Evropska ljudska stranka - Evropski demokrati                                                  | 1999-2004       |
| María Elena Valenciano Martínez-Orozco | Stranka evropskih socialistov                                                                  | 1999-2004 -2009 |
| Joan Vallvé                            | Evropska liberalna, demokratska in reformna stranka                                            | 1999-2004       |
| Daniel Varela Suanzes-Carpegna         | Evropska ljudska stranka - Evropski demokrati                                                  | 1999-2004 -2009 |
| Alejo Vidal-Quadras Roca               | Evropska ljudska stranka - Evropski demokrati                                                  | 1999-2004 -2009 |